# راکوو دول
راکوو دول (به صربی: Rakov Dol) یک منطقهٔ مسکونی در صربستان است که در Opština Babušnica واقع شده‌است. راکوو دول ۱۸ نفر جمعیت دارد.